# Oberbeuern (Dießen am Ammersee)
Oberbeuern ist ein Ortsteil des Marktes Dießen am Ammersee im oberbayerischen Landkreis Landsberg am Lech.

## Geografie
Der Weiler Oberbeuern liegt circa zwei Kilometer östlich von Obermühlhausen am Beurerbach.

## Geschichte
Südlich des Weilers wurde bereits Reste einer römischen Villa Rustica freigelegt.
Oberbeuern wird erstmals 1025 als Buron erwähnt.
Ab 1405 ist eine Differenzierung zwischen Ober- und Unterbeuren nachweisbar, Oberbeuern bestand damals aus nur einem Hof, dem sogenannten Waidhof.
Ab 1498 gehörte der Weiler den bayerischen Herzögen, die ihn mehrmals zum Lehen gaben. Ab 1580 gaben sie ihn schließlich dauerhaft der Hofmark Kaufering, die zur Stadt Landsberg gehörte, zum Lehen. Diese verkaufte sie 1602 an den bayerischen Herzog Maximilian, der wiederum 1622 die Hofmark mit Oberbeuern an die Donnersberger veräußerte.
Im Jahr 1686 wurde die 1602 erbaute Kirche renoviert. 1940 stürzte das Gebäude ein.
Um 1700 entstanden aus dem einzelnen Waidhof schließlich drei Höfe.
Schließlich werden die drei Höfe 1901 zu einem Gutsbesitz mit 500 Tagwerk zusammengelegt, nach wechselnden Besitzern kaufte die bayerische Landessiedlung das Gut 1951 und teilte den Besitz 1954 auf fünf Betriebe auf.